# Fazıl Aysu

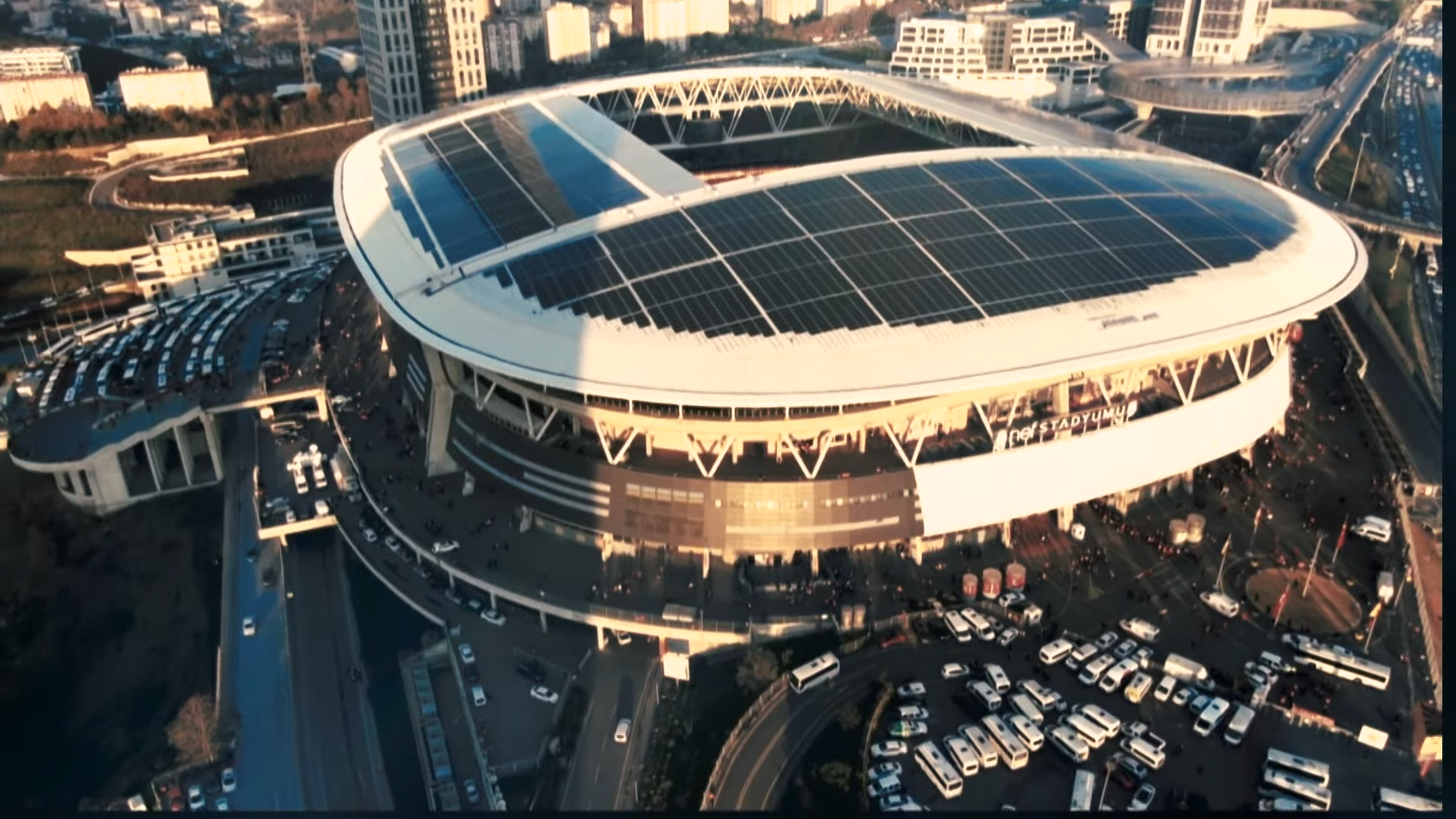
Ali Sami Yen Stadyumu (2021)

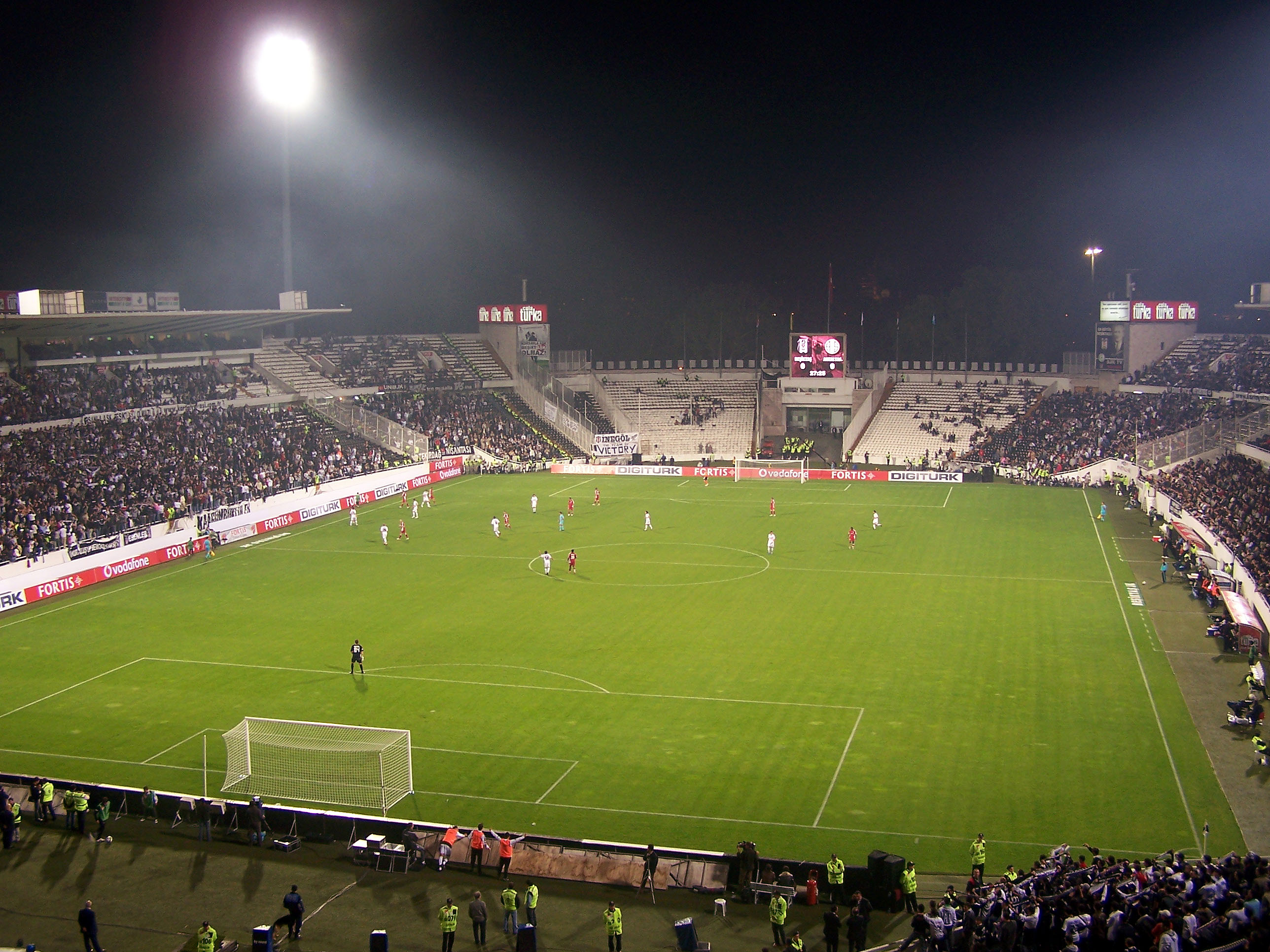
İnönü Stadı (2008)

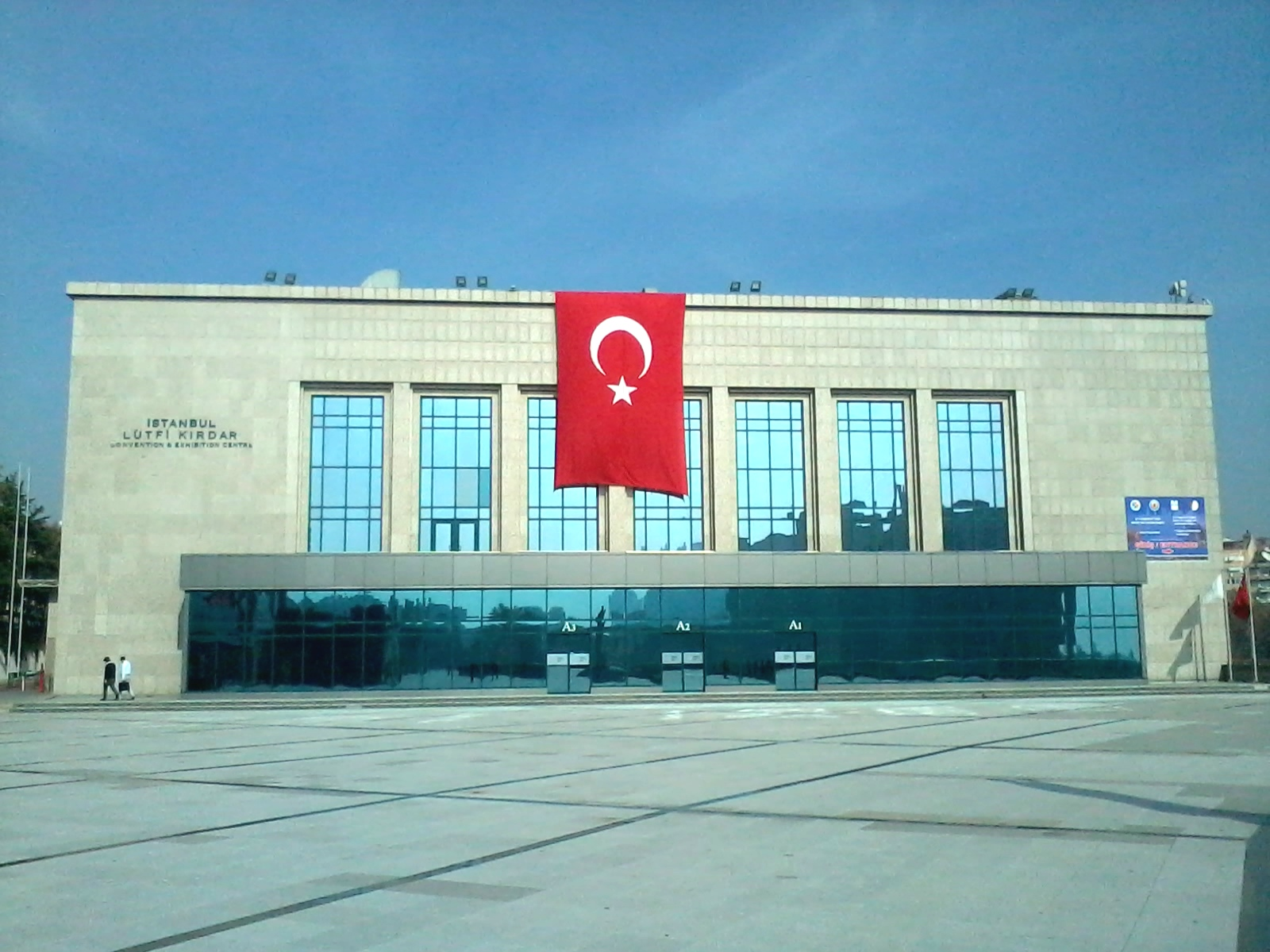
Istanbul Lütfi Kırdar Uluslararası Kongre ve Sergi Sarayı

Fazıl Saffet Aysu (1912–31. Oktober 2013) war ein türkischer Architekt und Möbeldesigner, der vor allem als Architekt des 2013 abgerissenen İnönü Stadı (Besiktas Istanbul), des Ali-SamiYen-Stadions (Galatasaray Istanbul), des Karagümrük-Stadions sowie des Istanbul Lütfi Kırdar Uluslararası Kongre ve Sergi Sarayı bekannt wurde.

## Leben
Fazıl Aysu wurde im Jahr 1912 geboren. Er machte 1936 seinen Abschluss an der Istanbuler Akademie der Schönen Künste, Fachbereich Architektur. Während seines Studiums an der Akademie arbeitete er in zahlreichen Architekturbüros. Er arbeitete mit dem Architekten Ginter an der Restaurierung und Dekoration des Yıldız-Palastes, mit Seyfi Arkan an der Dekoration des Florya-Atatürk-Hauses und mit Sedad Hakkı Eldem an der Dekoration des Yalova-Thermalhotels und war an der Erstellung der Bebauungspläne der Regionen Bursa Yenişehir und Safranbolu Bağlar beteiligt.
Nach seinem Abschluss begann er, als Assistent von Bruno Taut, an der Akademie zu arbeiten. Im Rahmen eines Projekts der Fakultät für Sprache, Geschichte und Geografie in Ankara arbeitete er als leitender Angestellter an der Vorbereitung der Projekte für verschiedene Tabakfabriken, Verwaltungsgebäude und die Tekirdağ-Weinbrennerei. Darüber hinaus arbeitete er mit dem italienischen Architekten Paolo Vietti-Violi an den Projekten des İnönü-Stadions, des Istanbul Lütfi Kırdar Uluslararası Kongre ve Sergi Sarayı und mit dem Architekten Şinasi Şahingiray an den Projekten des Galatasaray-Ali-Sami-Yen-Stadions, des Fatih Karagümrük-Stadions, des Beykoz-Sportclubs, des Taksim-Tennisclubs sowie des Sümerbank-Ausstellungsgeländes. 1953 gründete er zusammen mit dem Innenarchitekten Baki Aktar das Unternehmen Moderno. Sie wurden zu Pionieren des Möbeldesigns und der Möbelproduktion in der Türkei in einer Zeit, in der in der Türkei kaum Möbel hergestellt wurden. Aysu führte in dieser Zeit verschiedene private und öffentliche Bauprojekte durch, darunter das Istanbuler Gerichtsgebäude, das Gebäude der Galata Passenger Lounge, das Freilichttheater, das Harbiye-Radiogebäude, die Harbiye-Basak-Versicherung und die Ziraat-Bank.
Nach 1960 baute er für die Zeitungen  Hürriyet und Günaydın und zwei Gesundheitszentren in Kanlıca und Gönen sowie verschiedene Privathäuser.
In den 1970er Jahren war er Dozent für Bau- und Architekturdesign.
Aysu starb im Alter von 102 Jahren am 31. Oktober 2013.